# Реоскопічна рідина

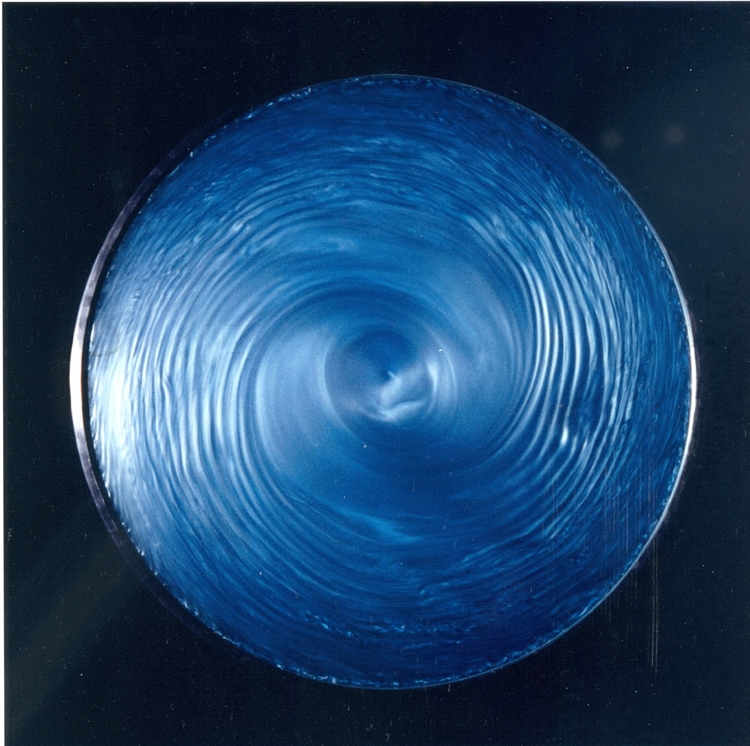
Рух реоскопічної рідини в каліроскопі.

У механіці рідин (зокрема, реології) реоскопічні рідини — це рідини, внутрішні струми яких видно під час течії. Такі рідини ефективні для візуалізації динамічних течій, таких як конвекція та ламінарний потік. Вони являють собою мікроскопічні кристалічні пластинки, такі як слюда, металеві пластівці або риб'яча луска в суспензії в рідині, такій як вода або стеарат гліколю.
Коли рідина приводиться в рух, зважені частинки орієнтуються за допомогою локального зсуву рідини. При належному освітленні рідина, наповнена частинками, відбиватиме різну інтенсивність світла.
Каліроскоп — це мистецький пристрій/техніка на основі реоскопічних рідин (з використанням кристалічного гуаніну як індикаторних частинок ), винайдений художником Полом Матіссом.

## Інтернет-ресурси
- University of Chicago Materials Research Centre Demonstration
- Instructables: Making Rheoscopic fluid
- Paul Matisse, rheoscopist